# Halmstad
Halmstad (gl. dansk: Halmsted) er en by i Halland i det sydvestlige Sverige med 72.979 (2023) indbyggere. Den er den største by i Halland og er hovedby i Halmstads kommune og residensby i Hallands län.
Halmstad ligger på den svenske vestkyst, hvor Nissan udmunder i Kattegat. Byen er rig på kunst og skulpturer.

## Historie
Selve navnet optræder første gang i formen Halmstæde i kong Valdemar 2. Sejrs Jordebog fra 1231, dengang som navnet på et herred og en kongsgård.
Fra et pavebrev i 1264 kan man se, at Halmstad på det tidspunkt havde et dominikanerkloster. I andre dokumenter fra samme periode kaldes Halmstads indbyggere for borgere, og der står at de bedrev handel og ejede skibe.
De første kendte købstadsprivilegier er fra 1307, udstedt af kong Erik Menveds bror, den senere Christoffer 2., der var hertug af Halland.
I 1430'erne blev Halmstad hærget og plyndret af svenske tropper under Engelbrekt.
Halmstad var Kalmarunionens kongresby. Kalmarunionen indeholdt bestemmelser om, at kongevalg skulle holdes i Halmstad. Borgerne drømte om, at Halmstad ville blive Nordens hovedstad.
Christian IV, konge af Danmark 1588-1648, har sat sit præg på Halmstad. Han opholdt sig meget i det danske Halland og lod Halmstad Slot og et befæstningsværk bygge. For at styrke grænseforsvaret mod Sverige forvandlede han Halmstad fra en fredelig købstad til en stærk grænsefæstning. I en halvmåne rundt om byen lå en vold med seks fremspringende bastioner. Af de fire byporte, en i hvert verdenshjørne, er kun Nørre Port bevaret.
Slottet var på det nærmeste færdig i 1619, da Christian IV indbød Gustav II Adolf til Halmstad. Der blev festet på slottet i syv dage. Samme år ødelagde en brand byen, og Christian IV fik mulighed for at gøre Halmstad til en moderne renæssanceby med lige gader og regelmæssige bykvarterer.
I 1563 belejredes Halmstad af svenskerne, men byen forsvarede sig fremragende og tappert. Måske er det derfor, at Halmstads byvåben indeholder tre hjerter. Frederik 2. belønnede borgerne med store jordejendomme.
Ifølge Brømsebrofreden i 1645 fik Sverige Halland som pant i 30 år, og i Roskildefreden 1658 blev afståelsen definitiv. I 1676 stod slaget ved Halmstad, hvor svenskekongen Karl XI besejrede den danske hær. Det blev det sidste slag i Halland mellem danskere og svenskere.
I 1800-talet blev byen, takket være søfart og industri, en af Sveriges hurtigst voksende byer.

## Sport
For golfspillere har Halmstad, med Halmstad GK i spidsen, en række fine golfbaner inden for blot nogle få km. I alt findes der 183 golfhuller.
Af øvrige sportstilbud findes bl.a.:
- Halmstads BTK, bordtennis
- Halmstads BK, fodbold
- Halmia, fodbold
- HK Drott, håndbold

## Kunst
Kunstinteresserede har masser at vælge imellem, f.eks.
- Kunstliv Halland, hvor byens kunstnere åbner deres atelierer (midt i maj).
- Mjellby Kunstmuseum, med sin unikke samling af kunstnere fra Halmstad-Gruppen
- Hotel Tylösands store og interessante kunstsamling.

### Musik
- Jonas Altberg (Basshunter), svensk sanger, musikproducer og dj

## Strand og natur
Ved byen er der 40 km frodig strand med mange badebugter. I byens omegn er der også store skove og søer, som er åbne for alle at besøge hele året rundt.

## Fotogalleri
- Kvindehoved af Pablo Picasso.
- Kongemødet mellem Christian IV og Gustav II Adolf i 1619 på Halmstads slot.
- Centrale Halmstad samt Halmstads havn.
- Centrale Halmstad med kirken i centrum.
- HMS Najaden foran Halmstads slot.
- Halmstads slot, oktober 2007.
- Nørre Port, i dag den eneste bevarede byport af de oprindelige fire.